# Mainichi Shimbun
Mainichi Shimbun (jap. 毎日新聞 Mainichi Shinbun) – trzeci pod względem nakładu największy japoński dziennik wydawany w Tokio, Osace, Nagoi i kilku innych głównych miastach Japonii.
Założony 21 lutego 1872 roku Mainichi Shimbun jest trzecim co do wielkości dziennikiem w Japonii, po Yomiuri Shimbun i Asahi Shimbun. Nakład wydania porannego wynosi ok. 3 mln 880 tys. egzemplarzy (w roku 2008).

## Oddziały
- Biuro Główne Tokio: 1-1-1, Hitotsubashi, Chiyoda, Tokio
- Biuro Główne w Osace: 3-4-5, Umeda, Kita-ku, Osaka
- Biuro Główne Seibu: 13-1, Konya-machi, Kokura Kita-ku, Kitakyushu
- Biuro Główne Chubu: Midland Square, 4-7-1, Meieki, Nakamura-ku, Nagoja